# Cirkus Cirkör

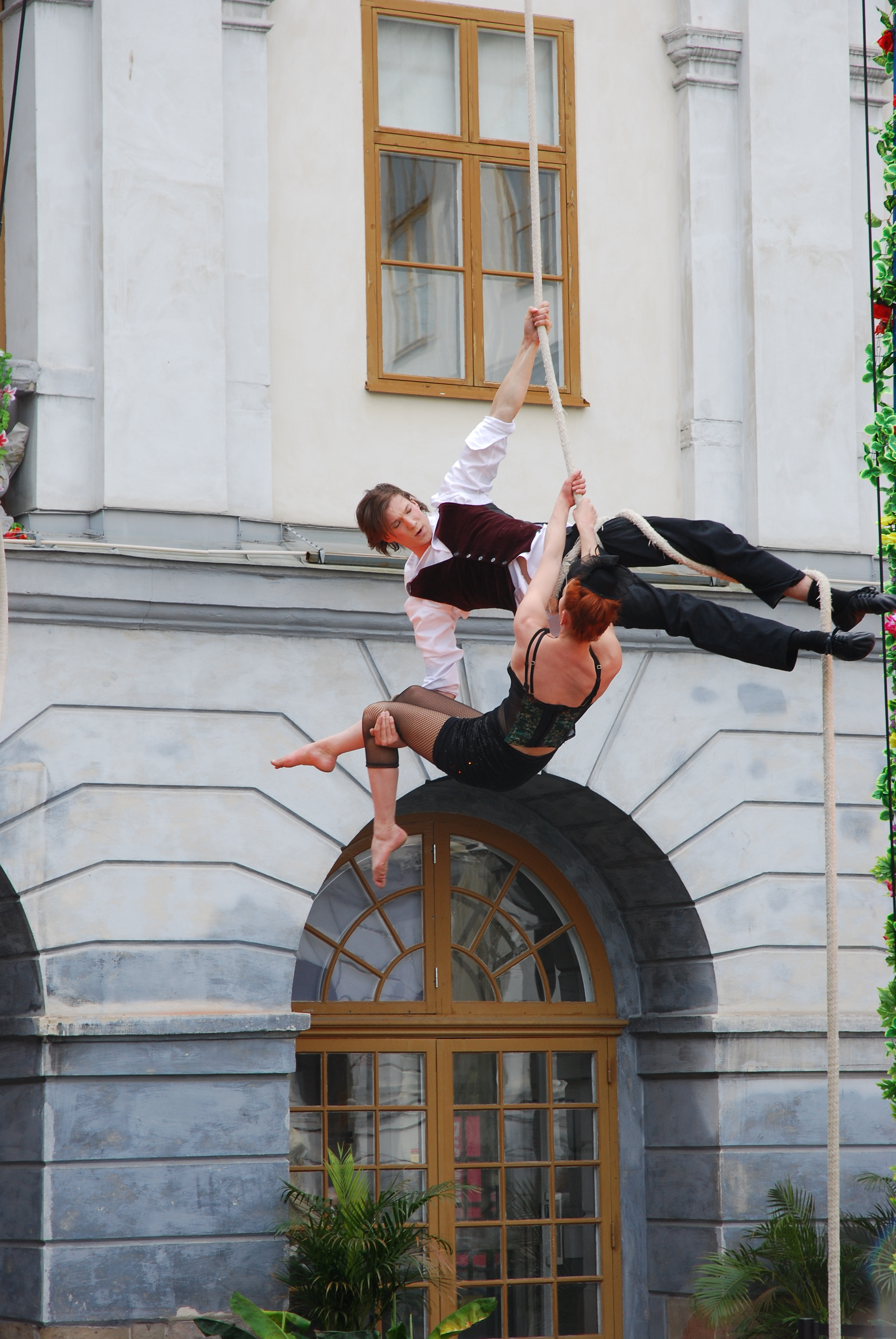
Cirkus Cirkörs eget kärlekspar svingar sig mellan hopp och förtvivlan, uppträdande framför Stockholms stadsmuseum i juni 2010.

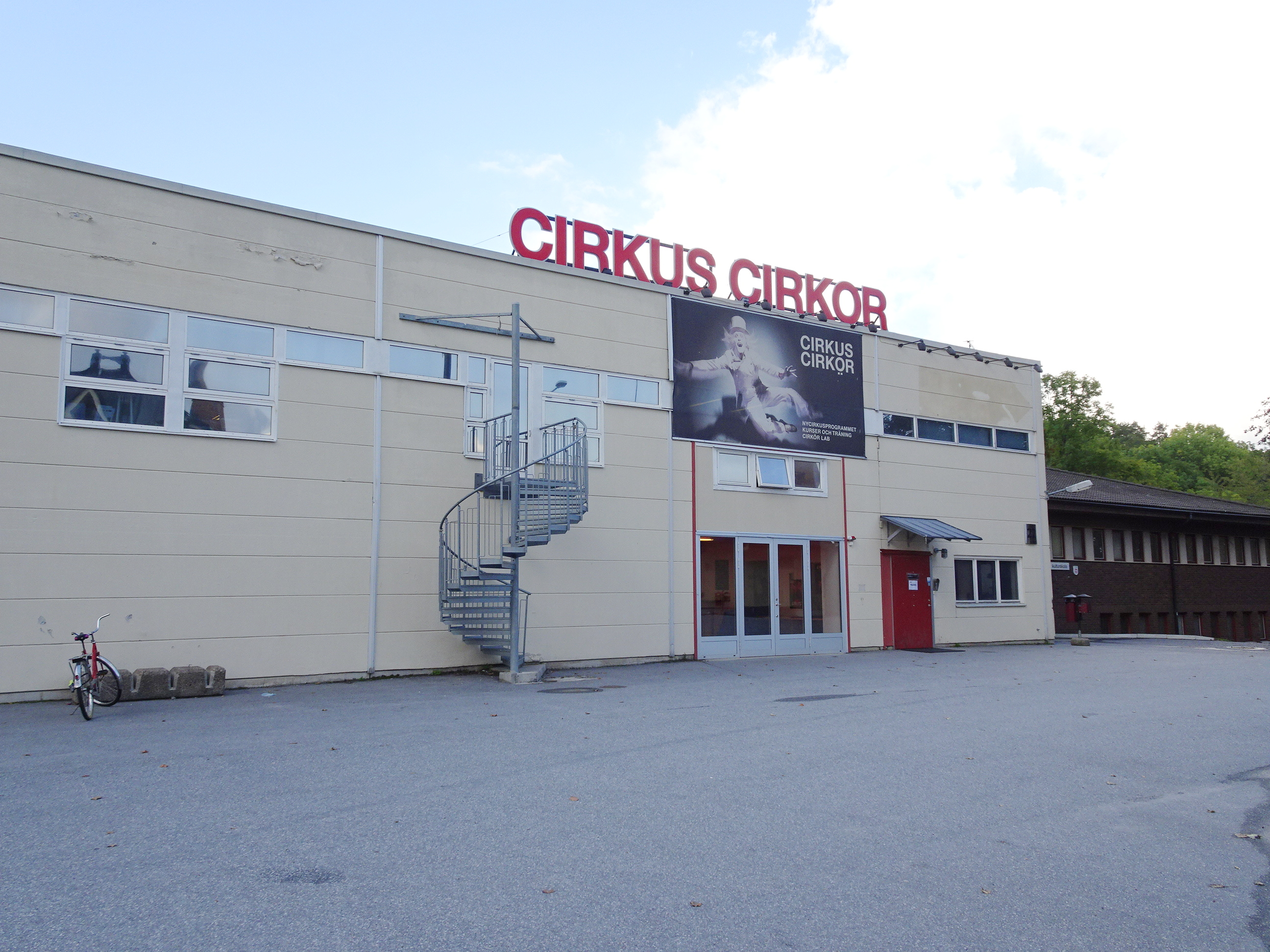
Circus Cirkörs cirkushall vid Subtopia i Alby.

Cirkus Cirkör är en av världens ledande nycirkuskompanier. Cirkus Cirkör har turnerat runt om i världen med en rad nycirkusföreställningar och events. De har också grundat utbildningar för nycirkusartister på gymnasie- och högskolenivå.
Ordet Cirkör i namnet är en sammanslagning av de franska orden för cirkus (cirque) och hjärta (cœur). Det används som en metafor för att kompaniet likt ett hjärta har två delar; en konstnärlig och en pedagogisk.
Cirkus Cirkör har sin bas i norra Europas största cirkushall i Subtopia i Alby i Botkyrka kommun söder om Stockholm.

## Historik
Cirkus Cirkör var en av Sveriges första nycirkusgrupper vid starten i Stockholm 1995. Gruppen bildades av Tilde Björfors tillsammans med en grupp unga nycirkusartiser. Efter många år som gruppens konstnärliga ledare meddelade Björfors i december 2023 att hon kommer att lämna gruppen vid årsskiftet 2023/2024.  

### Konstnärlig verksamhet
Under de tidiga åren utvecklade Cirkus Cirkör det konstnärliga uttryck, som idag är synonymt med gruppen. I deras stil blandas nycirkusen ofta med olika konstformer som till exempel street art, rockvideoestetik och andra sceniska uttryck som teater, dans, opera och film. Samarbeten med andra grupper, institutioner och konstnärer har varit vanliga ända sedan starten. Bland många andra har Cirkus Cirkör arbetat tillsammans med Jonas Åkerlund, Philip Glass, Dramaten, Folkoperan och Malmö Opera.
Den första föreställningen Skapelsen spelades i Dramatens teatertält på Vattenfestivalen 1995.
Cirkus Cirkör har turnerat över hela jorden. Cirkus Cirkör driver också eventverksamheten Cirkör Event, som ordnar events och underhållning åt företag och organisationer. Bland annat var de 2012 ansvariga för underhållningen på Nobelbanketten. 2003 och 2005 stod man också värd för nycirkusfestivalen Subörb i Botkyrka.

### Pedagogisk verksamhet
1996 påbörjades kompaniets pedagogiska verksamhet med cirkuskurser på Kulturhuset i Stockholm. Första sommaren deltog 40 000 personer.
1997 grundades Cirkuspiloterna, en eftergymnasial utbildning för cirkusartister och år 2000 startades ett nycirkusprogram på S:t Botvids Gymnasium, som idag är en gymnasial spetsutbildning med riksintag. 2005 var Cirkus Cirkör med och grundade ett gymnasieprogram i vinterakrobatik i Åre och i Östersund.
Den pedagogiska verksamheten är lika stor som den konstnärliga och erbjuder barn och unga cirkuskurser, cirkus på skolidrotten, cirkusläger, öppen träning för amatörer och proffs med mera. Cirkus Cirkör driver också cirkusverksamhet för barn och unga med funktionsnedsättningar.
2005 övergick Cirkuspiloterna till att vara en högskoleutbildning för nycirkusartister på Danshögskolan, där Cirkus Cirkörs grundare och konstnärliga ledare Tilde Björfors också fick en professur i nycirkus. 2005 fick Cirkus Cirkör ett statligt uppdrag att säkra nycirkusen som konstform.
Cirkus Cirkör fastställde 2022 i samarbete med Stockholms konstnärliga högskola och ett antal internationella cirkusskolor ett curriculum för högskoleutbildning på kandidatnivå i cirkuspedagogik.

## Föreställningar
Cirkus Cirkörs har turnerat med en rad föreställningar, flera av föreställningarna har producerats i samarbete med andra grupper. Ett urval av Cirkus Cirkörs föreställningar efter premiärår:
- 2024 Tipping Point
- 2022 Cirkusliv
- 2022 Pippi på Cirkus (i samarbete med Björn Ulvaeus)
- 2021 Pust, Circus Days and Nights (i samarbete med Philip Glass)
- 2019 Bloom, Guds olydiga revben
- 2018 Aquanauts, Epifónima
- 2017 Under, Movements
- 2016 Limits, Satyagraha (samarbete med Folkoperan)
- 2015 Borders
- 2014 Underart
- 2013 Knitting Peace
- 2011 Undermän, Romanska bågar
- 2010 Wear It Like a Crown
- 2009 Inuti ett Cirkushjärta
- 2008 Inside out
- 2007 Odyssén, Dada Aitsch, Mannen i ballongen, Olika
- 2006 Momo eller kampen om tiden
- 2005 Havfruen
- 2004 99% Unknown, Kalla Balla Lik
- 2003 Fantastix, Miss.Lyckad, T.I.D – This is dangerous, 10.000 Volt
- 2002 Romeo & Julia
- 2001 Dom Vuxna, Crash, Cirkusliv, Virus 02, Pieces
- 2000 TRIX i samarbete med musikgruppen Urga, Bensin, Mr Pain
- 1999 00:00
- 1998 Supercirkör
- 1997 Kod XY
- 1996 På, Ur kaos föds allt
- 1995 Skapelsen[6]

## Cirkusdirektör
- 1995–2023[5] Tilde Björfors

## VDM[förtydliga]
- 2000–2000 Yvonne Rock
- 2000–2002 Linda Zachrison
- 2002–2005 Malin Dahlberg
- 2005–2007 Kajsa Balkfors Lind (Cirkör Ideell Förening), Pia Kronqvist (Cirkör AB)
- 2007–2008 Pia Kronqvist
- 2008–2020 Anders Frennberg
- 2020–2022 Elin Norquist
- 2023– Kajsa Giertz[16]